# Timothy Zahn
Timothy Zahn (født 1. september 1951) er en amerikansk science fiction- og fantasy-forfatter, der er kendt for at have skrevet Thrawn-trilogien og en række andre Star Wars-romaner. Han har desuden skrevet en række andre science fiction- og fantasy-romaner foruden et betydeligt antal noveller.

## Karriere
Zahn har været aktiv som romanforfatter siden 1980'erne. En af hans første romaner var Cascade Point, som han fik Hugo Award for bedste kortroman for i 1984. Han har desuden skrevet Blackcollar-trilogien (1983-2006), Conquerors'-trilogien (1994-1996), tre Cobra-trilogier (1985- ), seks romaner i Dragonback-serien (2003-2008) og fem i Quadrail-serien (2005-2012). Dertil kommer en række enkeltstående romaner og en stribe noveller.
I 1991 udkom hans første Star Wars-roman i form af Heir to the Empire (Imperiets arving), der var det første bind i Thrawn-trilogien.:193  Trilogien bragte nyt liv til Star Wars-franchiset og gav det bred opmærksomhed for første gang i flere år. Alle tre romaner i trilogien kom således på New York Times bestsellerliste. I trilogien fulgte Zahn op på, hvad var sket i Star Wars-universet efter slutningen på den seneste spillefilm i sagaen, Star Wars Episode VI: Jediridderen vender tilbage. Han introducerede en række nye figurer og satte både scenen og stemningen for en række af de senere udgivelser i Star Wars Expanded Universe. En univers han selv har bidraget til med yderligere syv romaner, heriblandt Hand of Thrawn-duologien (1997-1998), Outbound Flight (2006) og Choices of One (2011), samt flere noveller.